# 常葉大学の人物一覧
常葉大学の人物一覧（とこはだいがくのじんぶついちらん）は、常葉大学に関係する人物の一覧記事。

## 著名な教職員
- 奥野正次郎（造形学部講師）[1]

## OB・OG

### 研究者・学者
- 前野真由美（看護学者）

### サッカー
- 大石明日希（元サッカー選手）
- 大野耀平（サッカー選手）
- 小野寺建人（元サッカー選手）
- 金賢祐（サッカー選手）
- 竹下琢也（サッカー指導者）
- 徳武正之（サッカー選手）
- 登崎雅貴（サッカー選手）

### マスコミ
- 榎戸教子（アナウンサー）

### 翻訳家
- 清水奈緒子（絵本翻訳家）